# Dipartimento di Mégri
Il dipartimento di Mégri è un dipartimento del Ciad facente parte della provincia di Wadi Fira. Ha come capoluogo la città di Matadjana.

## Comuni
Il dipartimento comprende i seguenti comuni:
- Matadjana
- Wée
- Nanou
- Ourda
- Mardebe
- Troungna
- Bakaore